# Moustache en guidon

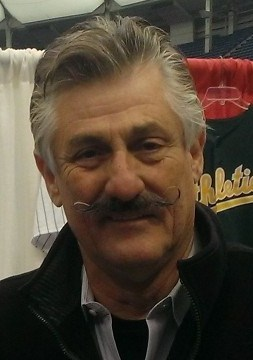
Exemple de moustache en guidon, portée par Rollie Fingers.

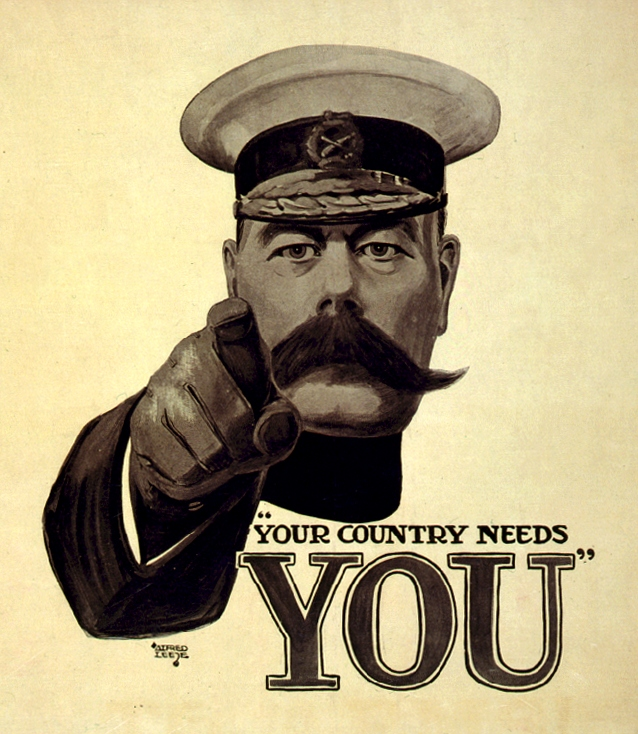
Lord Kitchener dont l'impressionnante moustache en guidon renforce son aspect viril et martial figure sur une des images de propagande militaire les plus diffusées durant la Première Guerre mondiale.

Une moustache en guidon est une moustache dont les extrémités sont suffisamment longues pour être recourbées entre les doigts de façon à lui conférer la forme caractéristique d'un guidon de vélo pointant légèrement vers le haut. Bien que certaines personnes obtiennent cette forme naturellement, en mouillant la moustache puis en la séchant, la plupart utilisent de la cire à moustache qui autorise, outre une meilleure tenue, un fini mettant la moustache particulièrement en valeur.
Malgré son caractère élégant, très britannique, ce type de moustache est rarement porté de nos jours. Plusieurs raisons à cela :
1. le volume de la moustache au centre de la lèvre supérieure requiert davantage d'attention lors de la prise d'aliments liquides ;
2. la mise en forme de la moustache le matin et son entretien durant la journée prennent un certain temps, incompatible pour certains avec le rythme rapide imposé par la vie moderne ;
3. c'est aussi un stéréotype : il rappelle une période bien particulière, s'étalant de la fin du XIXe au début du XXe siècle, celle des Brigades du Tigre et de la Première Guerre mondiale où le port de la moustache était fréquent parmi les militaires ; ainsi Lord Kitchener dont le visage fut associé à la plus célèbre campagne de recrutement de l'armée britannique. Ce n'est donc pas un hasard si cette moustache a souvent été associée aux milieux militaires, notamment au Royaume-Uni où elle s'est même maintenue durant la Seconde Guerre mondiale parmi les gradés ;
4. enfin, son aspect inhabituel, au XXIe siècle, attire rapidement l'attention.

Bien que la moustache en guidon ne soit pas à proprement parler l'une des catégories de compétitions officielles lors des championnats internationaux de barbe et moustache, elle est représentée au sein d'autres catégories (moustache impériale, naturelle). Un championnat du monde est organisé tous les deux ans. Après Brighton en 2007, Anchorage en 2009, Trondheim en 2011, une édition a lieu le 2 novembre 2013 à Leinfelden-Echterdingen, près de Stuttgart.

## Voir également